# Thomas DiLorenzo
Thomas DiLorenzo (* 1954) je americký ekonom a historik, stoupenec rakouské školy ekonomie.
V současnosti působí jako vysokoškolský profesor v oboru ekonomie na Loyola College in Maryland. Ve svých dílech mj. zpochybňuje význam Nového údělu pro ukončení Velké hospodářské krize a kritizuje Abrahama Lincolna za rozpoutání americké občanské války a jeho postup vůči státům, které vyhlásily nezávislost na Unii.